# Data as a service
Ne doit pas être confondu avec Desktop as a service.
 (octobre 2012).
Le Data as a service (DaaS) est un modèle de service logiciel basé sur le cloud consistant à déléguer le stockage et la gestion des données à un tiers. Les données sont rendues accessibles à la demande, indépendamment de la localisation ou des infrastructures du consommateur.
Pour mettre en oeuvre le DaaS, les entreprises fournissent des logiciels cloud d'analyse et de gestion des données consultées. 
L'architecture orientée services (AOS) et la démocratisation de l'utilisation d'APIs a rendue inutile l'existence de plateformes sur lesquelles les données résident.

## Historique
Le principe de DaaS est apparu en même temps que l'informatique en nuage (cloud computing).
Les données utilisées au sein d'un service ont d'abord été principalement utilisées par des applications composites (mashups). Désormais, elles sont de plus en plus utilisées par des entreprises à des fins commerciales, mais aussi parfois par des organisations à but non lucratif comme l'ONU.
La Commission européenne a publié une nouvelle régulation sur la protection des données personnelles le 25 janvier 2012. L'Europe serait ainsi devenue l'espace économique le plus sûr concernant la vie privée, mais de nombreuses questions ne sont pas résolues lorsque ces données personnelles sont traitées ou transférées à l'étranger. Un projet de règlement devrait être adopté en 2014 pour encadrer des sanctions aux contrevenants pouvant aller jusqu'à 2% de leur chiffre d'affaires annuel mondial.

## Description
La plupart des organisations stockent leurs données dans un référentiel autonome, pour lequel un logiciel a été développé pour gérer l’accès et la présentation des données. Le nombre de logiciels dans un même environnement se multipliant, impliquant une augmentation des interactions nécessaires entre les logiciels, une autre couche d'interface a été développée. En effet, il est plus simple d'échanger des données entre applications du même fournisseur car elles reposent sur les mêmes technologies. Cette interface, connue sous le nom d'entreprise application integration (EAI), a tendance à rendre les utilisateurs captifs de leur fournisseur.
La combinaison entre les logiciels avec leurs données et une couche de middleware (EAI) n'a fait qu'augmenter la quantité de logiciels à maintenir au sein des organisations, uniquement pour utiliser certaines données. En plus des coûts de maintenance, chaque modification du format des données entraîne son lot d'achats de mises à jour logicielles.

## Utilisation
L'intérêt commercial du principe data as a service est de donner l'accès à des données de qualité, nettoyées et enrichies, pour lesquelles les utilisateurs sont prêts à payer.
Il y a des centaines de fournisseurs DaaS (data as a service)[Qui ?] et les tarifications sont établies de deux façons.
- En fonction de la quantité de données : c'est le modèle le plus simple à mettre en œuvre. Les fournisseurs facturent à leurs clients en fonction de la quantité de données qu'ils veulent utiliser.
- En fonction de l'utilisation du service par le client.
- En fonction du type des données : dans ce modèle, les fournisseurs des données font payer leurs clients en fonction du type ou des attributs des données dont ils ont besoin. Les données géographiques, historiques ou financières nécessaires à l'activité de clients sont des exemples de types de données pour lesquelles les prix peuvent être différents. Certains fournisseurs tels que Microsoft Azure proposent de stocker les données dans trois types différents (blobs, les files d'attente et les tableaux)[5].

Certains fournisseurs de DaaS limitent leur abonnement en fonction du volume, imposant un espace minimum ou maximum, et limitent le temps minimum de souscription (mensuel ou annuel).
Les inconvénients du DaaS sont généralement similaires à ceux associés au type de services du « cloud computing ». Une critique courante spécifique au modèle DaaS est que, par rapport à la livraison de données traditionnelles, le consommateur doit « louer » les données plutôt que les télécharger une fois pour toutes, pour les utiliser pour produire un graphique ou une carte, ou éventuellement effectuer des analyses.

## Sauvegarde de données en tant que service
La sauvegarde de données vue comme un service (en anglais Backup as a Service ou « BaaS ») représente une alternative aux sauvegardes traditionnelles de données sur les moyens propres de l'entreprise. Parmi les avantages figurent le coût (formulé en coût au volume de données à sauvegarder, souvent en gigaoctets par mois (Go/mois)) et la souplesse d'évolution de la volumétrie, ainsi que la sécurité d'implantation des sauvegardes sur un site distant, qui peut faciliter un plan de reprise par exemple. Les inconvénients sont les risques au niveau de la disponibilité des données, et la nécessité de dimensionner les accès réseau pour garantir des temps de restauration compatibles avec les contraintes d'exploitation. Le BaaS comprend souvent des possibilités de déduplication et de chiffrement des données sauvegardées.
D'autres notions associées apparaissent : la restauration des données RaaS (Recovery as a Service) ou DRaaS (Disaster Recovery as a Service).